# タイラー・ラビーン
タイラー・ラビーン（Tyler Labine、1978年4月29日 - ）はカナダ出身で主にカナダとアメリカ合衆国で活動している俳優。タイラー・ラビンとも表記される。
俳優のカイル・ラビーン、元俳優の脚本家・演出家キャメロン・ラビーンとは兄弟。

## 略歴
1978年にカナダのオンタリオ州ブランプトンに生まれる。その後、家族でブリティッシュコロンビア州バンクーバーに移り、母親の勧めでタレント事務所に入る。地元の劇団の芝居や数多くのCMに子役として出演した後、1991年にカナダのテレビシリーズ『Street Legal』で本格的に役者としてデビューし、テレビドラマを中心に活動するようになる。その後、様々な端役を経て、米テレビシリーズ『Invasion -インベイジョン-』（2005年 - 2006年）や『REAPER デビルバスター』（2007年 - 2009年）で知られるようになる。
2008年には兄弟のキャメロンの脚本・監督による映画『Control Alt Delete』に主演している。
2010年に主演したホラー・コメディ映画『タッカーとデイル 史上最悪にツイてないヤツら』が各種映画祭で高い評価を得る。

## 私生活
2007年に女優のキャリー・ラシェインスキーと結婚、1子をもうける。

## 主な出演作品

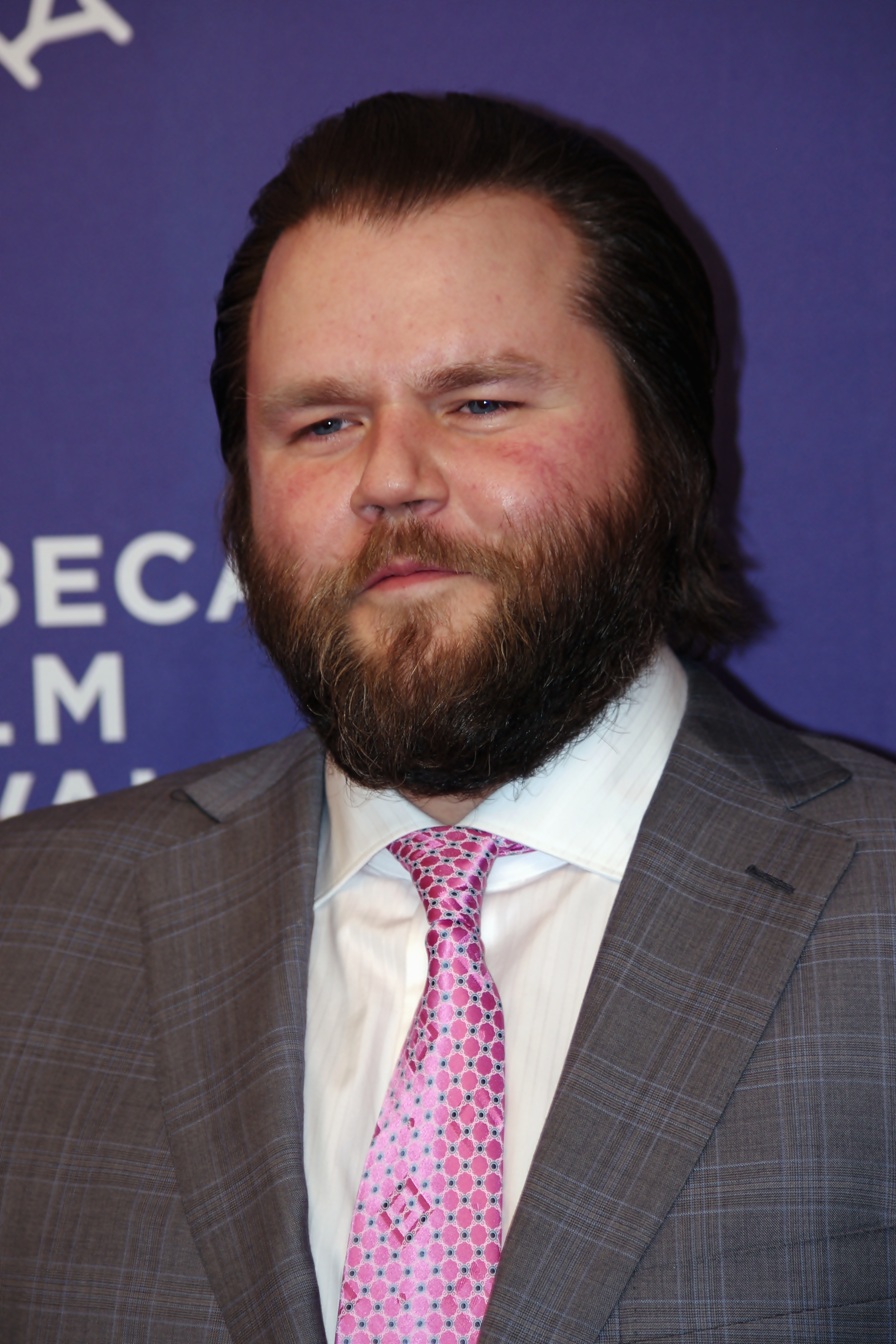
『A Good Old Fashioned Orgy』プレミア上映にて（2011年、トライベッカ映画祭）

### 映画
| 公開年 | 邦題 原題                                                         | 役名                   | 備考           |
| ------ | ----------------------------------------------------------------- | ---------------------- | -------------- |
| 1999   | グリフィルキン/おとぼけ悪魔氷上バトル H-E Double Hockey Sticks    | マーク                 | テレビ映画     |
| 1999   | テールライトは眠らない Tail Lights Fade                           | ブライアン             |                |
| 2000   | 天使といた夏 Mr. Rice's Secret                                    | パーシー               |                |
| 2000   | 追撃者 Get Carter                                                 | Bud #1                 |                |
| 2001   | サベイランス -監視- Antitrust                                     | レドモンド             |                |
| 2003   | セレブな彼女の落とし方 My Boss's Daughter                         | スパイク               |                |
| 2004   | ヘッドハンター Pursued                                            | ウェイド               |                |
| 2006   | フライボーイズ Flyboys                                            | ブリッグス・ロウリー   |                |
| 2008   | 恋するポルノ・グラフィティ Zack and Miri Make a Porno             | 酔っ払い               |                |
| 2010   | タッカーとデイル 史上最悪にツイてないヤツら Tucker & Dale vs Evil | デイル                 |                |
| 2011   | 猿の惑星: 創世記 Rise of the Planet of the Apes                   | ロバート・フランクリン |                |
| 2013   | モンスターズ・ユニバーシティ Monsters University                  | ブロック・ピアソン     | 声の出演       |
| 2016   | メリッサ・マッカーシー in ザ・ボス 世界で一番お金が好き! The Boss | マイク・ビールス       |                |
| 2017   | リトルデビル Little Evil                                          | カール・C・ミラー      | Netflixで配信  |
| 2019   | エスケープ・ルーム Escape Room                                    | マイク・ノーラン       |                |
| 2021   | エスケープ・ルーム2:決勝戦 Escape Room: Tournament of Champions   | マイク・ノーラン       | 回想シーンのみ |

### テレビシリーズ
| 放映年    | 邦題 原題                                             | 役名                 | 備考                     |
| --------- | ----------------------------------------------------- | -------------------- | ------------------------ |
| 1992-1993 | アボンリーへの道 Road to Avonlea                      | アルフィー           | 2エピソード              |
| 1996      | Xファイル X File                                      | ストーナー           | 2エピソード              |
| 1997-1998 | Breaker High                                          | ジミー・ファレル     | 44エピソード             |
| 1999      | ファースト・ウェイブ/最終予言1999 First Wave          | ビリー               | 1エピソード              |
| 2000-2001 | Action Man                                            | ブランドン・ケイン   | 8エピソード              |
| 2001      | Dead Last                                             | スコッティ           | 13エピソード             |
| 2005-2006 | Invasion -インベイジョン- Invasion                    | デイヴ・グローヴス   | 22エピソード             |
| 2006      | ボストン・リーガル Boston Legal                       | ジョナサン           | 5エピソード              |
| 2007-2009 | REAPER デビルバスター Reaper                          | ソック               | 31エピソード             |
| 2010      | Sons of Tucson                                        | ロン・スナフキン     | 13エピソード             |
| 2011      | Mad Love                                              | ラリー               | 13エピソード             |
| 2012-2013 | Animal Practice                                       | ダグ・ジャクソン     | 9エピソード              |
| 2014      | 救命医ハンク セレブ診療ファイル Royal Pains           | シェフのフランクリン | 第6シーズンの1エピソード |
| 2014-2016 | デッドビート Deadbeat                                 | ケヴィン             | 主演                     |
| 2016      | X-ファイル 2016 X File                                | ストーナー           | 1エピソード              |
| 2016-2018 | ヴォルトロン Voltron Legendary Defender               | ハンク               | 声の出演                 |
| 2018-     | ニュー・アムステルダム 医師たちのカルテ New Amsterdam | イギー・フロム       | メインキャスト           |